# Joseph Kranner & Söhne

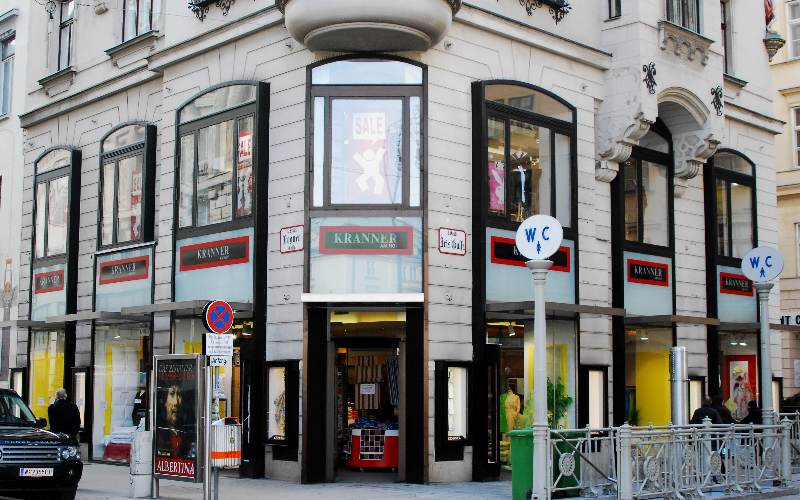
Geschäft Kranner am Hof

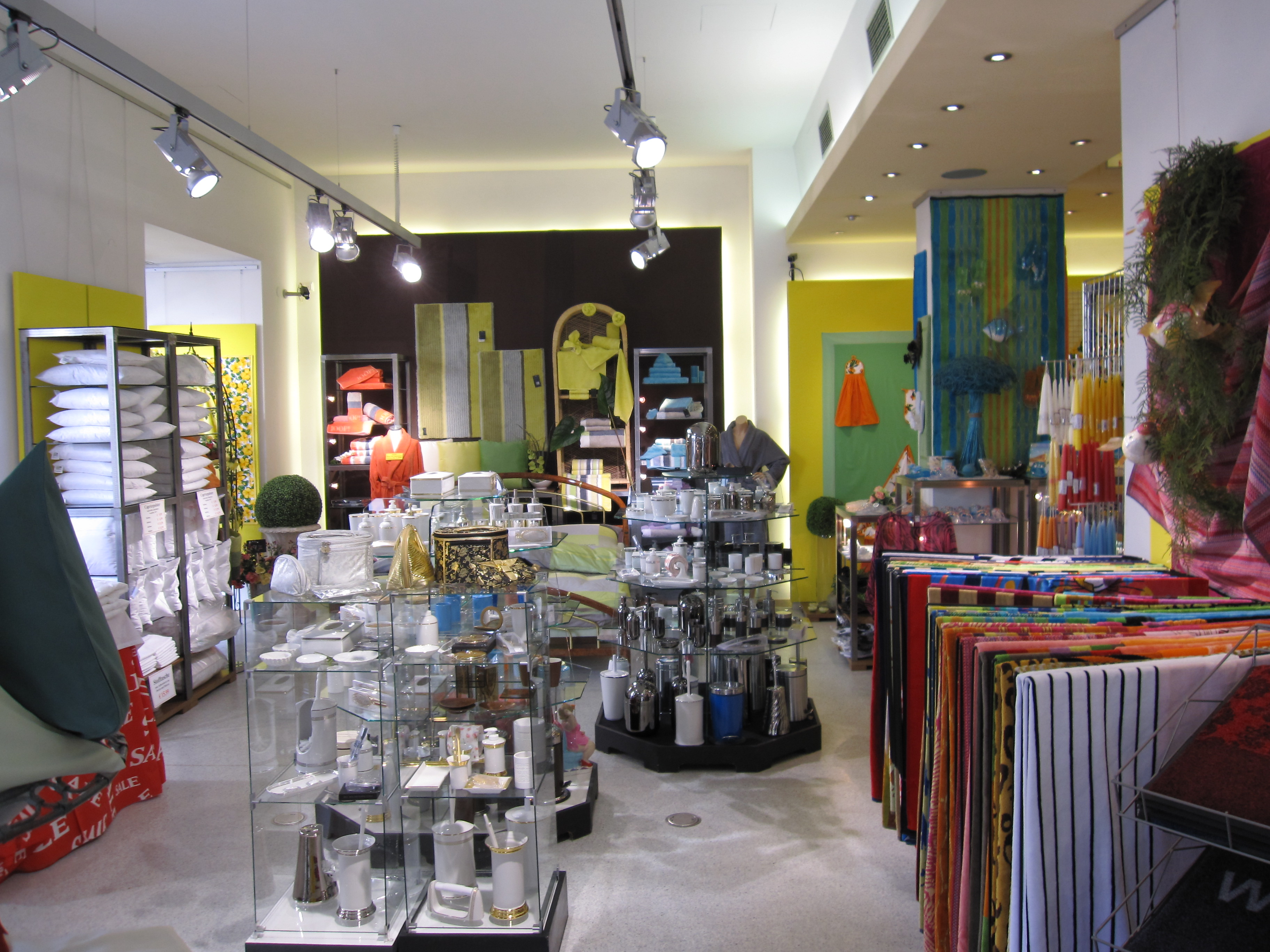
Innenansicht vom Joseph Kranner & Söhne

Joseph Kranner & Söhne ist ein Unternehmen in Wien und ehemaliger k.u.k. Hoflieferant. Es hat seinen Sitz im 1. Wiener Gemeindebezirk Innere Stadt an der Bognergasse 11 / Irisgasse 1.

## Geschichte
1808 zog Joseph Kranner (1779–1867) von Graz nach Wien. Er arbeitete zunächst als Buchhalter, machte sich 1818 selbständig und eröffnete eine Leinwandhandlung „Zur rothen Rose“ Am Hof.
Sein Bruder Anton Kranner eröffnete ebenfalls in Wien die Leinwandhandlung „Zum goldenen Wolfe“ am Stephansplatz. 1834 wurde ihm der Titel eines „Hofleinwandhändlers“ verliehen. Weiters war er Kammerlieferant der Kaiserin Karoline Auguste und des Erzherzogs Franz Karl. Sein Sohn Anton (II.) erhielt 1864 den Hoflieferantentitel in Konkurrenz mit Regenhart & Raymann. Kranner fertigte die Unterwäsche für Kaiser Franz Joseph und Kaiserin Elisabeth sowie für andere Mitglieder des Hofes und den Adel an. Der Sohn Anton (III.) wurde als Nachfolger ebenfalls zum Hoflieferanten ernannt.
In der Zwischenzeit machte Joseph Kranner erfolgreich Geschäfte Am Hof. 1858 wurden seine drei Söhne Julius, Aurel und Rudolph Geschäftspartner und das Unternehmen wurde in Joseph Kranner & Söhne umbenannt. Obwohl Joseph Kranner den kaiserlichen Hof belieferte, bewarb er sich nie um den Hoflieferantentitel. Nach seinem Tod leiteten seine Söhne die Geschäfte. Rudolf starb 1866, Julius und Aurel verstarben beide 1892. Die Witwe von Aurel Kranner und ein Jahr später (1893) ihr Sohn Joseph leiteten die Geschäfte. Er meldete das Geschäft bei den Behörden als „Pfaidlergewerbe“. In Wien ist ein Pfaidler ein Händler, der Hauben, Strümpfe und Hemden anbietet. Kranner belieferte weiterhin das Hofwirtschaftsamt und den Adel. 1902 bewarb er sich erfolgreich für den Hoflieferantentitel. Der Bruder Julius erhielt ebenfalls den Hoflieferantentitel.
Im gleichen Jahr wurde das alte Haus, in dem sich das Geschäft befand, abgerissen und durch einen Neubau ersetzt. Kranner zog in die Bognergasse/Irisgasse um. Während des Ersten Weltkrieges erhielten die Kranner Aufträge vom k.u.k. Heer und überstand diese Zeit. Nach dem Zweiten Weltkrieg musste das Unternehmen von der Familie verkauft werden. Der Textilkaufmann Leopold Weissenbeck erwarb es 1977 und später übernahm es sein Sohn Michael.